# ダナ・スウィース
ダナ・スウィース（Dana Suesse、発音: [ˈswiːs]、1909年12月3日 – 1987年10月16日）は、アメリカ合衆国の作曲家、作詞家。
ミズーリ州カンザスシティ出身。1926年にニューヨークに移住し、フランツ・リストの最後の弟子のアレクサンドル・ジロティにピアノを学び、またジョージ・ガーシュウィンの師であるルービン・ゴールドマークに作曲を学んだ。1931年に作曲した『ジャズ・ノクターン』には歌詞がつけられ、『マイ・サイレント・ラヴ』というタイトルで大ヒットした。また1932年にはポール・ホワイトマンのために『3つのリズムの協奏曲』を作曲した。その後もポピュラー・ソングの分野でヒットを飛ばし、1930年代には「ガール・ガーシュウィン」の異名を得た。戦後の1947年から3年間、テニス仲間のロバート・ラッセル・ベネットの紹介で、ナディア・ブーランジェにクラシック音楽の作曲法を本格的に学んだ。1952年にはミュージカル『七年目の浮気』の音楽を担当した。

## 作品
- ピアノとオーケストラのための『ジャズ・ノクターン』（1931、オーケストレーション：キャロル・ハクスレイ）
- ピアノとオーケストラのための『3つのリズムの協奏曲』（1932、オーケストレーション：ファーディ・グローフェ[1]）
- シンフォニック・ワルツ（1933）
- 2台のピアノのための協奏曲ホ短調（1942）
- 3つの都市の組曲（1943）
- ピアノとオーケストラのための『ロマン的協奏曲』イ長調（1955）
- コンボとオーケストラのための『ジャズ協奏曲』ニ長調（1956）